# William H. West

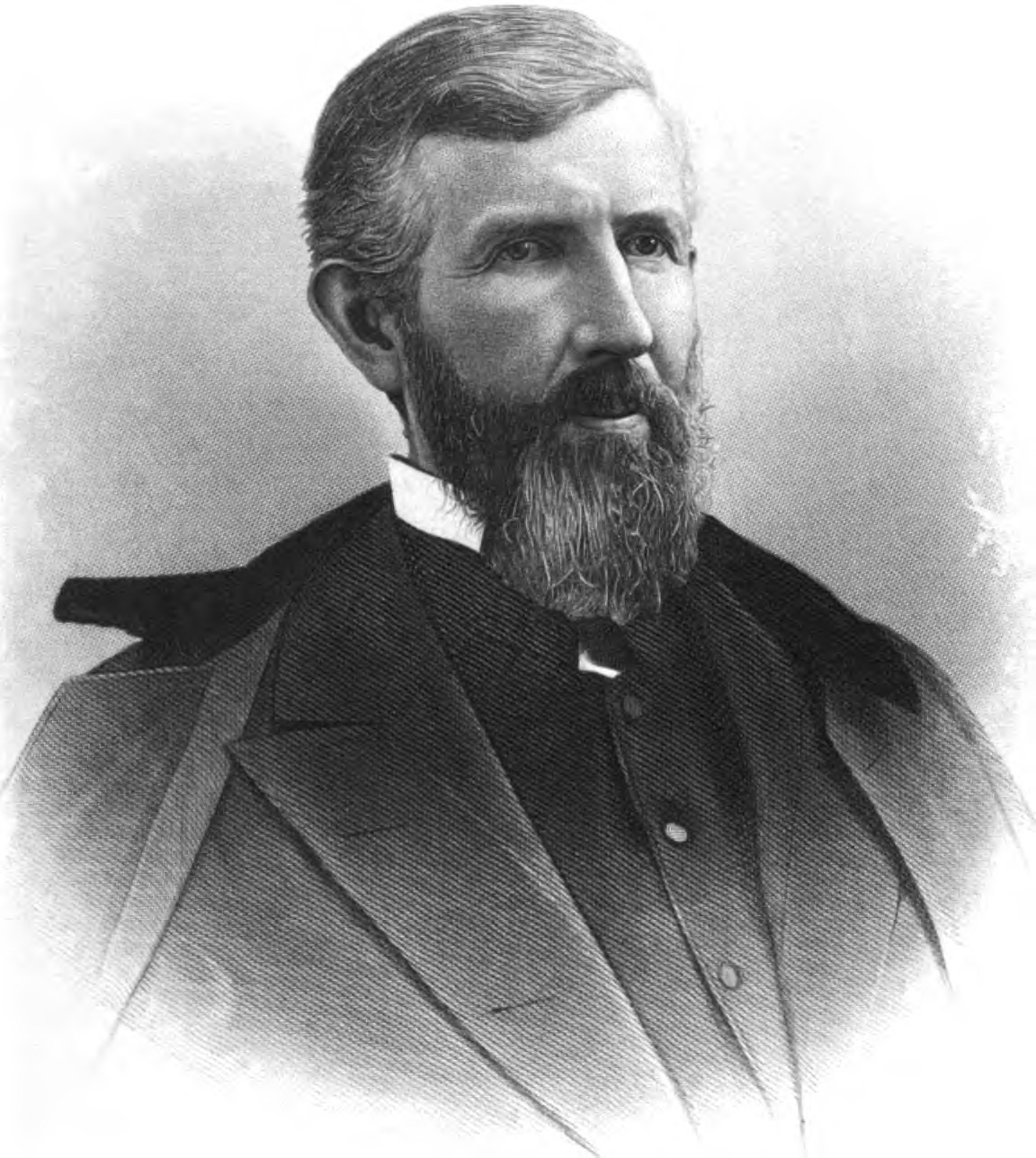
William H. West

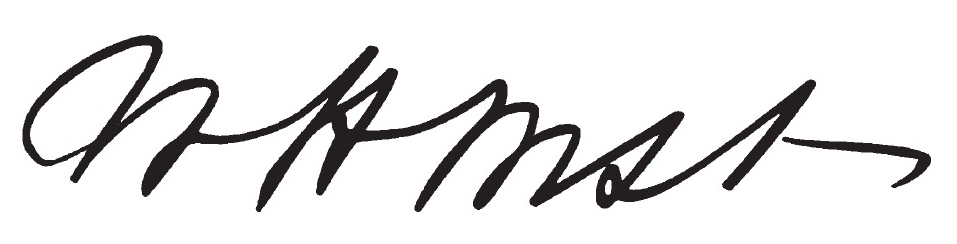
Unterschrift von William H. West

William Henry West (* 9. Februar 1824 in Millsborough, Pennsylvania; † 14. März 1911 in Bellefontaine, Ohio) war ein US-amerikanischer Jurist und Politiker der Republikanischen Partei. Er war von 1866 bis 1868 Attorney General von Ohio und von Februar 1872 bis 1873 Richter am Supreme Court of Ohio. Infolge seiner nachlassenden Sehkraft und eindringlichen Redekunst gab man ihm den Spitznamen Blind Man Eloquent.

## Werdegang
William Henry West wurde ungefähr neun Jahre nach dem Ende des Britisch-Amerikanischen Krieges im Washington County geboren. Da er am gleichen Tag wie der Präsident William Henry Harrison geboren wurde, benannte man ihn nach ihm zur Ehren. Seine Familie ließ sich 1830 auf einer Farm bei Mount Vernon im Knox County (Ohio) nieder. West begann 1840 die Martinsburg Academy zu besuchen. Er unterrichtete danach. 1844 begann er am Jefferson College in Pennsylvania zu studieren. Seinen Abschluss machte er 1846 als zweiter seiner Klasse. Diese umfasste 58 Studenten. Seine Studienzeit war von der Wirtschaftskrise von 1837 überschattet und die Folgejahre vom Mexikanisch-Amerikanischen Krieg.
West unterrichtete dann bis 1848 an einer Schule in Kentucky. Anschließend war er als Tutor am Jefferson College tätig. Nach einem Jahr erhielt er eine Anstellung als Assistenzprofessor am Hampden–Sydney College. 1850 begann er Jura in der Kanzlei von William Lawrence in Bellefontaine (Ohio) zu studieren. Nach dem Erhalt seiner Zulassung als Anwalt stieg West als Partner in die Kanzlei von Lawrence ein, wo er von Juli 1851 bis Februar 1854 praktizierte. West wurde 1852 zum Staatsanwalt (Prosecuting Attorney) im Logan County (Ohio) gewählt. Zu jener Zeit lebte er in Bellefontaine, wo er den Rest seines Lebens verbringen sollte. Er hatte einen starken Einfluss bei der Gründung der Republikanischen Partei in Ohio und war 1854 ein bedeutender Redner auf der Anti-Nebraska Party Convention in Columbus (Ohio). Zwischen 1858 und 1859 saß er im Repräsentantenhaus von Ohio. Eine weitere Nominierung lehnte er 1859 ab, saß aber dann von 1862 bis 1863 wieder in der Ohio General Assembly. 1860 nahm er als Delegierter an der Republican National Convention in Chicago (Illinois) teil, wo Abraham Lincoln nominiert wurde.
Zwischen 1864 und 1865 saß er im Senat von Ohio. West wurde 1865 zum Attorney General von Ohio gewählt und 1867 wiedergewählt. Er wurde 1869 von Präsident Ulysses S. Grant zum Konsul in Rio de Janeiro ernannt und vom US-Senat bestätigt, lehnte aber dann den Posten ab. 1871 wurde er zum Richter am Supreme Court of Ohio gewählt. Er trat dann aber wegen seiner sich verschlechterten Sehkraft nach einem Jahr von diesem Posten zurück. 1873 wurde er zum Delegierten für die Verfassunggebende Versammlung von Ohio gewählt.
Die Republikanische Partei nominierte ihn 1877 für das Amt des Gouverneurs von Ohio. Ein Eisenbahnstreik war zum Zeitpunkt der Convention im Gange, während West zu einer versammelten Menschenmenge sprach. Dabei stellte er sich auf die Seite der Arbeiter. Diese Tatsache war mitverantwortlich für seine Niederlage im Herbst 1877.
Bei der Republican National Convention in Chicago nominierte West 1884 James G. Blaine für das Amt des Präsidenten, was unter der Voraussetzung geschah, dass wenn Blaine Präsident werden sollte, er ihn zum United States Attorney General ernennen würde. Blaine verlor aber die Wahl gegen Grover Cleveland. West behandelte bis zu seinem 80. Geburtstag im Jahr 1904 weiterhin Fälle am Logan County Courthouse, wobei er bis zu seiner Pensionierung nur die steile Treppe benutzte und keinen Aufzug.
West war zweimal verheiratet. Seine erste Ehe ging er am 19. Juni 1851 mit Elizabeth Williams (1825–1871) ein. Das Paar hatte vier Söhne, darunter auch John Edwin (1858–1937). Nach dem Tod seiner ersten Ehefrau heiratete er 1872 Clara Riddle Gorton († 1901). West verstarb am 14. März 1911 bei sich zuhause in Bellefontaine. Sein Leichnam wurde auf dem ansässigen Stadtfriedhof beigesetzt, wo auch seine Ehefrauen beerdigt wurden.